# Nycterosea obsoleta
Nycterosea obsoleta là một loài bướm đêm trong họ Geometridae.